# Пауль Ісберґ
Пауль Ісберґ (швед. Paul Isberg, 2 вересня 1882 — 5 березня 1955) — шведський яхтсмен.
Олімпійський чемпіон 1912 року в класі 10 метрів.